# Simone di Taranto
Simone di Taranto (fl. XII secolo) fu principe di Taranto dal 1148 a 1154.

## Biografia
Simone d'Altavilla era un figlio naturale di Ruggero II di Sicilia.
Nel 1148 ricevette dal padre il Principato di Taranto, che era in precedenza del fratello Guglielmo, che ricevette il Principato di Capua, in seguito alla morte di Alfonso (1144).
Quando nel 1154 morì Ruggero II di Sicilia, il Regno di Sicilia passò a Guglielmo, quartogenito del re. Questo depose Simone sostenendo che Taranto era troppo importante per essere governata da un figlio illegittimo e diede il principato al figlio Guglielmo.
Simone insieme a Matteo Bonello partecipò alla sanguinosa rivolta di Palermo del 1160: Maione di Bari, Emiratus Emiratorum del Regnum, fu assassinato.
Il 9 marzo 1161 Simone, con il suo nipote Tancredi, figlio naturale di Ruggero III di Puglia, Ruggero Sclavo e Matteo Bonello, espugnò il palazzo reale, imprigionando lo stesso re Guglielmo, tutta la famiglia reale, mentre diversi membri della corte vennero trucidati e fu avviata una caccia ai musulmani che, considerati usurpatori, vennero massacrati a decine.
La congiura prevedeva la deposizione del re e la salita al trono del giovane Ruggero IV, il primo in successione dinastica.
Anche se la popolazione sostenne l'ascesa al trono di Simone, prima che potesse essere incoronato i cospiratori persero l'appoggio popolare e l'insurrezione finì.
Quindi Simone, insieme agli altri insorti, fu costretto a liberare il re, che gli concesse in cambio del suo perdono l'esilio volontario.
Nel 1166 non rivendicò il trono del regno, che così passò al nipote Guglielmo II di Sicilia, "il Buono".
Simone morì in data sconosciuta.

## Ascendenza
|                       |   |                           | Genitori                |  |  | Nonni |  |  | Bisnonni             |  |  | Trisnonni |  |
|                       |   |                           |                         |  |  |       |  |  | Tancredi d'Altavilla |  |  | …         |  |
|                       |   |                           |                         |  |  |       |  |  | Tancredi d'Altavilla |  |  | …         |  |
|                       |   | …                         |                         |  |  |       |  |  | Tancredi d'Altavilla |  |  |           |  |
| Ruggero I di Sicilia  |   |                           |                         |  |  |       |  |  | Tancredi d'Altavilla |  |  |           |  |
|                       |   | Fresenda                  | Riccardo I di Normandia |  |  |       |  |  |                      |  |  |           |  |
|                       |   | Fresenda                  | Riccardo I di Normandia |  |  |       |  |  |                      |  |  |           |  |
|                       |   | Fresenda                  | …                       |  |  |       |  |  |                      |  |  |           |  |
| Ruggero II di Sicilia |   | Fresenda                  |                         |  |  |       |  |  |                      |  |  |           |  |
|                       |   | Manfredo Incisa del Vasto | Teuto di Savona         |  |  |       |  |  |                      |  |  |           |  |
|                       |   | Manfredo Incisa del Vasto | Teuto di Savona         |  |  |       |  |  |                      |  |  |           |  |
|                       |   | Manfredo Incisa del Vasto | Berta di Torino         |  |  |       |  |  |                      |  |  |           |  |
| Adelasia del Vasto    |   | Manfredo Incisa del Vasto |                         |  |  |       |  |  |                      |  |  |           |  |
|                       |   | …                         | …                       |  |  |       |  |  |                      |  |  |           |  |
|                       |   | …                         | …                       |  |  |       |  |  |                      |  |  |           |  |
|                       |   | …                         | …                       |  |  |       |  |  |                      |  |  |           |  |
| Simone di Taranto     |   | …                         |                         |  |  |       |  |  |                      |  |  |           |  |
|                       | … | …                         |                         |  |  |       |  |  |                      |  |  |           |  |
|                       | … | …                         |                         |  |  |       |  |  |                      |  |  |           |  |
|                       | … | …                         |                         |  |  |       |  |  |                      |  |  |           |  |
| …                     | … |                           |                         |  |  |       |  |  |                      |  |  |           |  |
|                       |   | …                         | …                       |  |  |       |  |  |                      |  |  |           |  |
|                       |   | …                         | …                       |  |  |       |  |  |                      |  |  |           |  |
|                       |   | …                         | …                       |  |  |       |  |  |                      |  |  |           |  |
| …                     |   | …                         |                         |  |  |       |  |  |                      |  |  |           |  |
|                       |   | …                         | …                       |  |  |       |  |  |                      |  |  |           |  |
|                       |   | …                         | …                       |  |  |       |  |  |                      |  |  |           |  |
|                       |   | …                         | …                       |  |  |       |  |  |                      |  |  |           |  |
| …                     |   | …                         |                         |  |  |       |  |  |                      |  |  |           |  |
|                       |   | …                         | …                       |  |  |       |  |  |                      |  |  |           |  |
|                       |   | …                         | …                       |  |  |       |  |  |                      |  |  |           |  |
|                       |   | …                         | …                       |  |  |       |  |  |                      |  |  |           |  |
|                       |   | …                         |                         |  |  |       |  |  |                      |  |  |           |  |